# Sette-Daban
Sette-Daban (ros. Сетте-Дабан) – pasmo górskie w azjatyckiej części Rosji, w Jakucji i Kraju Chabarowskim. Stanowi przedłużenie Gór Wierchojańskich w kierunku południowym. Ciągnie się południkowo do gór Dżugdżur na południu na długości około 400 (650) km. Od zachodu ogranicza je dolina rzeki Ałdan, za którą znajduje się Płaskowyż Nadleński, a od północy i południa doliny rzek Tyry i Judomy.
Najwyższy szczyt (bez nazwy) ma wysokość 2162 m n.p.m.
Pasmo wypiętrzone w czasie orogenezy alpejskiej. Zbudowane ze skał paleozoicznych (piaskowców, wapieni oraz granitów).
Porośnięte do wysokości 1000 m tajgą modrzewiową, wyżej limba syberyjska i tundra górska. Źródła wielu rzek, głównie dopływów Ałdanu.
Klimat kontynentalny. Średnia temperatura powietrza w styczniu –34 °C. Średnia temperatura w lipcu w dolinach rzek sięga 18 °C.